# El Arenal, Coscomatepec
El Arenal är en ort i Mexiko.   Den ligger i kommunen Coscomatepec och delstaten Veracruz, i den sydöstra delen av landet, 210 km öster om huvudstaden Mexico City. El Arenal ligger 2 230 meter över havet och antalet invånare är 135.
Terrängen runt El Arenal är kuperad åt sydost, men åt nordväst är den bergig. Terrängen runt El Arenal sluttar österut. Runt El Arenal är det ganska tätbefolkat, med 155 invånare per kvadratkilometer. Närmaste större samhälle är Fortín de las Flores, 19,6 km sydost om El Arenal. I omgivningarna runt El Arenal växer huvudsakligen savannskog.